# Bandera de Rodesia
La bandera de Rodesia (Actualmente Zimbabue) cambió dos veces debido a los cambios de política en el país.
Antes de 1964, la entonces Rodesia del Sur utilizó el habitual Pabellón Azul con la Union Flag en el cantón, y el escudo de armas de la colonia en el batiente.
Después de la separación de la Federación de Rodesia y Nyasalandia y la independencia de Rodesia del Norte y Nyasalandia como Zambia y Malaui, el país llegó a ser conocido simplemente como Rodesia. La bandera fue cambiada a un tono de azul más claro, que posteriormente fue adoptado por Fiyi y Tuvalu.
Después de la declaración unilateral de independencia un 11 de noviembre de 1965, la bandera se mantuvo, pero tres años más tarde fue reemplazada por la bandera verde y blanca (similar a la bandera de Nigeria y similar también a la de las Islas Norfolk) con el escudo. El 2 de marzo de 1970, el país se declaró república.
En 1979 el país fue conocido como Zimbabue Rodesia y un nuevo diseño fue adoptado más tarde ese año, representando los colores panafricanos, rojo, negro, amarillo y verde, y el ave de Zimbabue.

## Banderas históricas

Bandera de Rodesia del Sur (1923-1964; 1979-1980)
Bandera de Rodesia (1964-1968)
Bandera de Rodesia (1968-1979)
Bandera de Zimbabue Rodesia (1979)

- Datos: Q3039133